# Circonscription électorale de La Palma
Ne doit pas être confondu avec Circonscription autonomique de La Palma.
La circonscription électorale de La Palma est l'une des circonscriptions électorales insulaires espagnoles utilisées comme divisions électorales pour les élections générales espagnoles.
Elle correspond géographiquement à l'île de La Palma.

## Historique
Elle est instaurée en 1977 par la loi pour la réforme politique puis confirmée avec la promulgation de la Constitution espagnole qui précise à l'article 69 alinéa 3 que chaque île constitue une circonscription électorale.

## Sénat

### Synthèse
|             |       | 1977 | 1979 | 1982 | 1986 | 1989 | 1993 | 1996 | 2000 | 2004 | 2008 | 2011 | 2015 | 2016 | 04/19 | 11/19 | 2023 |
| ----------- | ----- | ---- | ---- | ---- | ---- | ---- | ---- | ---- | ---- | ---- | ---- | ---- | ---- | ---- | ----- | ----- | ---- |
| UCD         |       | 1    | 1    | 1    |      |      |      |      |      |      |      |      |      |      |       |       |      |
| AP & alliés |       |      |      |      | 1    |      |      |      |      |      |      |      |      |      |       |       |      |
| PSOE        |       |      |      |      |      | 1    | 1    | 1    |      |      | 1    |      |      |      | 1     |       | 1    |
| CC          |       |      |      |      |      |      |      |      | 1    | 1    |      |      |      |      |       |       |      |
| PP          |       |      |      |      |      |      |      |      |      |      |      | 1    | 1    | 1    |       | 1     |      |
|             |       |      |      |      |      |      |      |      |      |      |      |      |      |      |       |       |      |
| Total       | Total | 1    | 1    | 1    | 1    | 1    | 1    | 1    | 1    | 1    | 1    | 1    | 1    | 1    | 1     | 1     | 1    |

### 1977
| Parti | Parti | Sénateurs                       |
| ----- | ----- | ------------------------------- |
| UCD   |       | Acenk Alejandro Galván González |

### 1979
| Parti | Parti | Sénateurs                       |
| ----- | ----- | ------------------------------- |
| UCD   |       | Acenk Alejandro Galván González |

### 1982
| Parti | Parti | Sénateurs                     |
| ----- | ----- | ----------------------------- |
| UCD   |       | Antonio Ángel Castro Córdobez |

### 1986
| Parti | Parti | Sénateurs                         |
| ----- | ----- | --------------------------------- |
| CP    |       | José Ernesto Luis González Afonso |

### 1989
| Parti | Parti | Sénateurs                     |
| ----- | ----- | ----------------------------- |
| PSOE  |       | Manuel Marcos Pérez Hernández |

### 1993
| Parti | Parti | Sénateurs                     |
| ----- | ----- | ----------------------------- |
| PSOE  |       | Manuel Marcos Pérez Hernández |

### 1996
| Parti | Parti | Sénateurs                     |
| ----- | ----- | ----------------------------- |
| PSOE  |       | Manuel Marcos Pérez Hernández |

### 2000
| Parti | Parti | Sénateurs                     |
| ----- | ----- | ----------------------------- |
| CC    |       | José Luis Perestelo Rodríguez |

### 2004
| Parti | Parti | Sénateurs                     |
| ----- | ----- | ----------------------------- |
| CC    |       | José Luis Perestelo Rodríguez |

### 2008
| Parti | Parti | Sénateurs                        |
| ----- | ----- | -------------------------------- |
| PSOE  |       | Anselmo Francisco Pestana Padrón |

### 2011
| Parti | Parti | Sénateurs                |
| ----- | ----- | ------------------------ |
| PP    |       | María Rosa de Haro Brito |

### 2015
| Parti | Parti | Sénateurs                |
| ----- | ----- | ------------------------ |
| PP    |       | Mariano Hernández Zapata |

### 2016
| Parti | Parti | Sénateurs                |
| ----- | ----- | ------------------------ |
| PP    |       | Mariano Hernández Zapata |

### Avril 2019
| Parti | Parti | Sénateurs           |
| ----- | ----- | ------------------- |
| PSOE  |       | Sergio Matos Castro |

### Novembre 2019
| Parti | Parti | Sénateurs           |
| ----- | ----- | ------------------- |
| PP    |       | Borja Pérez Sicilia |

### 2023
| Parti | Parti | Sénateurs               |
| ----- | ----- | ----------------------- |
| PSOE  |       | Kilian Sánchez San Juan |